# NGC 2962
NGC 2962 é uma galáxia lenticular (SB0) localizada na direcção da constelação de Hydra. Possui uma declinação de +05° 09' 57" e uma ascensão recta de 9 horas, 40 minutos e 54,0 segundos.
A galáxia NGC 2962 foi descoberta em 10 de Dezembro de 1864 por Albert Marth.